# Irene Bereuter
Irene Bereuter (* 28. September 1950 in Alberschwende; geborene Irene Gmeiner) ist eine ehemalige österreichische Politikerin (ÖVP) und Landwirtin. Bereuter war von 1994 bis 2004 Abgeordnete zum Vorarlberger Landtag.

## Leben und Wirken
Irene Bereuter wurde am 28. September 1950 als Tochter des Landwirts Josef Gmeiner und seiner Frau Othilia in der Bregenzerwälder-Gemeinde Alberschwende geboren. Nach der Volksschule in Alberschwende besuchte sie die Fachschule für wirtschaftliche Berufe in Bregenz-Marienberg. Anschließend wurde sie im Jahr 1968 Zahnarztassistentin beim Dentisten Ernst Thurnher in Dornbirn. Am 26. April 1971 heiratete Irene Gmeiner den Alberschwender Landwirt Armin Bereuter und übernahm mit ihm gemeinsam die Führung seines bäuerlichen Betriebes. Sie haben fünf gemeinsame Kinder.
Etwa 1975 trat Irene Bereuter in die Frauenbewegung sowie den Bauernbund, zwei Teilorganisationen der Österreichischen Volkspartei, ein. Nachdem sie sich anfänglich hauptsächlich innerhalb dieser Teilorganisationen auf Gemeindeebene engagiert hatte, wurde Irene Bereuter bei der Gemeindevertretungswahl 1990 in ihrer Heimatgemeinde Alberschwende als Ersatzmitglied der Gemeindevertretung gewählt. 
Am 23. November 1994 wurde Irene Bereuter als Nachrückerkandidatin für Herbert Sausgruber, der als Landesstatthalter in die Vorarlberger Landesregierung aufstieg, im Wahlbezirk Bregenz in den Vorarlberger Landtag berufen. Nach der Landtagswahl in Vorarlberg 1999 am 20. Oktober rückte sie für den Landesrat Hans-Peter Bischof auf  ein Landtagsmandat nach. Nachdem sie in ihrer aktiven Zeit als Landtagsabgeordnete von 1997 bis 2004 stellvertretende Klubvorsitzende des ÖVP-Landtagsklubs gewesen war, schied Irene Bereuter nach der Landtagswahl am 19. September 2004 aus dem Vorarlberger Landtag aus.